# Diadjibine Gandéga
Diadjibine Gandéga är en kommun i departementet M'Bout i regionen Gorgol i Mauretanien. Kommunen hade 10 597 invånare år 2013.